# Resistenza nella seconda guerra mondiale
Con resistenza nella seconda guerra mondiale, si intendono quei movimenti sviluppatisi in ogni paese occupato con una varietà di mezzi, che vanno dalla non cooperazione alla propaganda, al nascondere i piloti caduti e persino alla guerra aperta e alla riconquista delle città. Tali movimenti di possono essere suddivisi in due campi politicamente polarizzati: la resistenza antifascista e solitamente guidata dal partito comunista locale che esisteva in quasi tutti gli Stati del mondo; e i vari gruppi di resistenza nazionalista fascista/anticomunista nei paesi occupati dai nazisti o dai sovietici che si opponevano ai fascisti stranieri e ai comunisti, spesso cambiando schieramento a seconda delle vicissitudini della guerra.
Molti paesi avevano movimenti di resistenza dedicati a combattere o indebolire gli invasori dell'Asse, e la stessa Germania nazista aveva anche un movimento antinazista. Sebbene il Regno Unito non fosse stato occupato durante la guerra, eccezion fatta per le Isole del Canale, i britannici fecero preparativi complessi per un movimento di resistenza. L'organizzazione principale fu creata dal Secret Intelligence Service (SIS, alias MI6) ed è ora conosciuta come Sezione VII. Inoltre c'era una forza di comando segreta a breve termine chiamata Unità ausiliarie. Varie organizzazioni sono state anche costituite per stabilire cellule di resistenza straniere o supportare movimenti di resistenza esistenti, come il British Special Operations Executive e l'American Office of Strategic Services (il precursore della CIA).
C'erano anche movimenti di resistenza che combattevano contro gli invasori alleati. Nell'Africa orientale italiana, dopo che le forze italiane furono sconfitte durante la campagna dell'Africa orientale, alcuni italiani parteciparono a una guerriglia contro i britannici (1941–1943). Il movimento di resistenza tedesco e nazista Werwolf, e i "Fratelli della foresta" di Estonia, Lettonia e Lituania includevano molti combattenti che operarono contro l'occupazione sovietica degli Stati baltici negli anni '60. Durante o dopo la guerra, una simile resistenza antisovietica sorse in luoghi come Romania, Polonia, Bulgaria, Ucraina e Cecenia.

## Organizzazione
Mentre storici e governi di alcuni paesi europei hanno tentato di ritrarre la resistenza all'occupazione nazista come diffusa tra le loro popolazioni, solo una piccola minoranza di persone ha partecipato alla resistenza organizzata, stimata dall'uno al tre percento della popolazione dei paesi dell'Europa occidentale. Nell'Europa orientale, dove il dominio nazista era più oppressivo, una percentuale maggiore di persone faceva parte dei movimenti di resistenza organizzati, ad esempio, si stima il 10-15 percento della popolazione polacca. La resistenza passiva per mancata cooperazione con gli occupanti era molto più comune.
Dopo il primo shock della guerra lampo, la gente iniziò lentamente ad organizzarsi, sia a livello locale che su scala più ampia, specialmente quando ebrei e altri gruppi iniziarono ad essere deportati e usati come Arbeitseinsatz (lavoro forzato per i tedeschi). L'organizzazione era pericolosa, quindi la maggior parte delle azioni di resistenza veniva eseguita da singoli individui. Le possibilità dipendevano molto dal terreno; dove c'erano ampi tratti di terra disabitata, specialmente colline e foreste, la resistenza poteva organizzarsi più facilmente; questo favoriva in particolare i partigiani sovietici nell'Europa orientale. Nei paesi più densamente popolati come i Paesi Bassi, venne sfruttata la natura selvaggia di Biesbosch. Nell'Italia settentrionale, sia le Alpi che gli Appennini offrivano rifugio alle brigate partigiane, sebbene molti gruppi operassero direttamente all'interno delle maggiori città.
C'erano molti tipi diversi di gruppi, che andavano dall'aiuto umanitario alla resistenza armata.
La resistenza di solito nasceva spontaneamente, ma spesso veniva incoraggiata, finanziata e supportata da Londra e Mosca.

## Dimensione
I cinque maggiori movimenti di resistenza in Europa erano olandesi, francesi, polacchi, sovietici e jugoslavi; nel complesso le loro dimensioni possono essere considerate comparabili, in particolare negli anni 1941-1944.
Un certo numero di fonti indica che l'esercito polacco è stato il più grande movimento di resistenza nell'Europa occupata dai nazisti. Norman Davies scrive che "l'Armia Krajowa (Esercito Nazionale), potrebbe tranquillamente affermare di essere la più grande delle organizzazioni di resistenza europee". Gregor Dallas scrive che "l'esercito nazionale (Armia Krajowa o AK) alla fine del 1943 contava circa 400.000 persone, il che la rendeva la più grande organizzazione di resistenza in Europa". Mark Wyman scrive che "l'Armia Krajowa era considerata la più grande unità di resistenza in Europa in tempo di guerra". Tuttavia, il numero dei partigiani sovietici era molto simile a quello della resistenza polacca, come il numero dei partigiani jugoslavi. Per la Resistenza francese, François Marcot ha azzardato una stima di 200.000 attivisti e altri 300.000 con un coinvolgimento sostanziale nelle operazioni della Resistenza. Per la Resistenza in Italia, si stima che, nell'agosto 1944, il numero dei partigiani raggiunse circa 100.000, e salì a più di 250.000 con l'insurrezione finale nell'aprile 1945.

## Forme di resistenza
Tra le forme di resistenza si annovera:
- Resistenza non violenta
  - Sabotaggio - l'Arbeitseinsatz costringeva i locali a lavorare per i tedeschi, ma il lavoro veniva spesso svolto lentamente o intenzionalmente male.
  - Scioperi e manifestazioni.
  - Basata su organizzazioni esistenti, come chiese, studenti, comunisti e medici (resistenza professionale).
- Resistenza armata
  - Raid negli uffici di distribuzione per ottenere buoni alimentari o documenti vari come Ausweise o negli uffici anagrafici per sbarazzarsi di informazioni su ebrei e altri a cui i nazisti prestavano particolare attenzione.
  - Liberazione temporanea di aree, come in Jugoslavia, Parigi e nel nord Italia, occasionalmente in collaborazione con le forze alleate.
  - Rivolte come a Varsavia nel 1943 e 1944 e nei campi di sterminio come a Sobibor nel 1943 e ad Auschwitz nel 1944.
  - Continua battaglia e guerriglia, come i partigiani in URSS e Jugoslavia e i Maquis in Francia.
- Spionaggio, compreso l'invio di rapporti di importanza militare (es. movimenti di truppe, bollettini meteorologici ecc.)
- Stampa illegale per contrastare la propaganda nazista.
- Propaganda antinazista, inclusi film, ad esempio il film a colori antinazista Calling Mr. Smith (1943) sugli attuali crimini nazisti nella Polonia occupata dai tedeschi.
- Ascolto nascosto di trasmissioni della BBC per notiziari e messaggi in codice.
- Resistenza politica per preparare la riorganizzazione dopo la guerra.
- Aiutare le persone a nascondersi (ad esempio, per sfuggire all'Arbeitseinsatz o alla deportazione) era una delle attività principali nei Paesi Bassi, a causa del gran numero di ebrei e dell'alto livello di amministrazione, che rendeva facile per i tedeschi identificare gli ebrei.
- Linee di fuga ed evasione per aiutare il personale militare alleato catturato dietro le linee dell'Asse
- Aiutare i prigionieri di guerra con forniture illegali, evasioni, comunicazioni, ecc.
- Falsificazione di documenti.

## Operazioni di resistenza

### 1939-1940

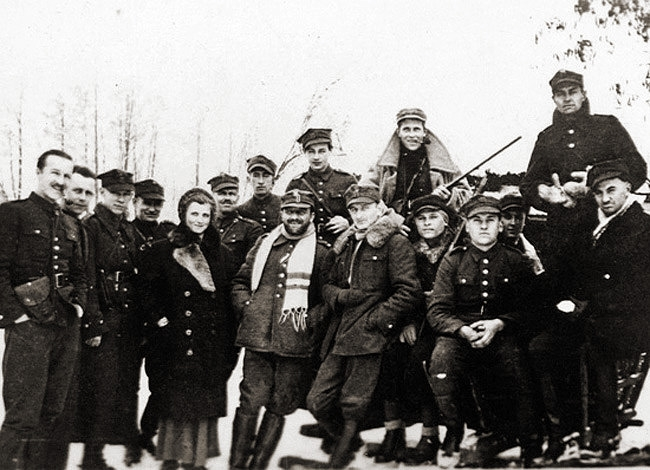
Il primo partigiano della seconda guerra mondiale Hubal e la sua unità in Polonia nell'inverno 1939

Il 15 settembre 1939, un membro del movimento di resistenza ceco, Ctibor Novák, piazzò ordigni esplosivi a Berlino. La sua prima bomba esplose davanti al ministero dell'Aeronautica e la seconda davanti alla questura. Entrambi gli edifici furono danneggiati e molti tedeschi furono feriti.
Il 28 ottobre 1939 (anniversario della fondazione della Cecoslovacchia nel 1918) ebbero luogo a Praga grandi manifestazioni contro l'occupazione nazista, a cui parteciparono circa 100.000 cechi. La polizia tedesca dovette disperdere i manifestanti e in serata iniziò a sparare. La prima vittima fu il fornaio Václav Sedláček. La seconda vittima fu lo studente Jan Opletal. Altre 15 persone rimasero gravemente ferite e centinaia di persone riportarono ferite lievi.
Nel marzo 1940, un'unità partigiana della prima organizzazione di guerriglia della seconda guerra mondiale in Europa, guidata dal maggiore Henryk Dobrzański (Hubal) distrusse completamente un battaglione di fanteria tedesca in una scaramuccia nei pressi del villaggio polacco di Huciska. Pochi giorni dopo, in un'imboscata nei pressi del villaggio di Szałasy, causò gravi perdite a un'altra unità tedesca. Col passare del tempo, le forze di resistenza crebbero in dimensioni e numero. Per contrastare questa minaccia, le autorità tedesche formarono un'unità antipartigiana speciale di 1.000 uomini di forze combinate SS - Wehrmacht, incluso un gruppo Panzer. Sebbene l'unità di Dobrzański non superasse mai i 300 uomini, i tedeschi schierarono almeno 8.000 uomini nell'area per proteggerla.
Nel 1940, Witold Pilecki, della resistenza polacca, presentò ai suoi superiori un piano per entrare nel campo di concentramento di Auschwitz in Germania, per raccogliere informazioni sul campo dall'interno e organizzare la resistenza dei detenuti. L'esercito approvò questo piano, gli fornì una carta d'identità falsa, e il 19 settembre 1940, deliberatamente si fece catturare nel corso di un rastrellamento nelle di Varsavia-łapanka, ed insieme ad altri civili fu inviato ad Auschwitz. Nel campo organizzò l'organizzazione clandestina Związek Organizacji Wojskowej (ZOW). Dall'ottobre 1940, la ZOW inviò i primi rapporti sul campo e sul suo genocidio al quartier generale dell'esercito nazionale a Varsavia attraverso la rete di resistenza organizzata ad Auschwitz.
Nella notte tra il 21 e il 22 gennaio 1940, nella città podolica di Čortkiv occupata dai sovietici, ebbe inizio la rivolta di Čortkiv. Fu la prima rivolta polacca e la prima rivolta antisovietica della seconda guerra mondiale. I polacchi antisovietici, la maggior parte dei quali adolescenti delle scuole superiori locali, fecero irruzione nella locale caserma dell'Armata Rossa e in una prigione, per liberare i soldati polacchi detenuti.
Il 1940 fu l'anno della fondazione del ghetto di Varsavia e del famigerato campo di sterminio Auschwitz-Birkenau da parte dei nazisti nella Polonia occupata. Tra le molte attività della resistenza polacca e del popolo polacco, una era quella di aiutare gli ebrei. I cittadini polacchi hanno il più alto numero al mondo di individui che sono stati riconosciuti come Giusti tra le Nazioni da Yad Vashem come non ebrei che rischiarono la vita per salvare gli ebrei dallo sterminio durante l'Olocausto.
Uno degli eventi che aiutarono lo sviluppo della Resistenza francese fu la reazione alla persecuzione di ebrei, comunisti, rom, omosessuali, cattolici e altri, costringendo molti a nascondersi. Ciò fornì anche alla Resistenza francese nuove persone da incorporare nelle sue strutture politiche.
Intorno al maggio 1940, si formò un gruppo di resistenza attorno al sacerdote austriaco Heinrich Maier, che fino al 1944 trasmise con grande successo i piani e i luoghi di produzione di razzi V-2, carri armati Tiger o aeroplani ( Messerschmitt Bf 109, Messerschmitt Me 163 Komet, ecc.) agli Alleati, perché potessero distruggere queste importanti fabbriche in modo mirato. Molto presto trasmise agli Alleati informazioni sul genocidio degli ebrei.
Il SOE "Special Operations Executive" era un'organizzazione britannica. Dopo l'approvazione del Gabinetto, fu ufficialmente costituita dal Ministro della Guerra Economica Hugh Dalton il 22 luglio 1940, per sviluppare uno spirito di resistenza nei paesi occupati e per preparare una quinta colonna di combattenti della resistenza per impegnarsi in aperta opposizione agli occupanti. Per il trasporto di agenti e per il rifornimento dei combattenti della resistenza, fu sviluppato un servizio speciale della Royal Air Force. Mentre il SIS era principalmente coinvolto nello spionaggio, il SOE e i combattenti della resistenza erano orientati alla ricognizione delle difese tedesche e al sabotaggio. In Inghilterra il SOE fu anche coinvolto nella formazione delle Auxiliary Units , un'organizzazione di resistenza stay-behind top secret che sarebbe stata attivata in caso di invasione tedesca della Gran Bretagna. Il SOE operò in tutti i paesi o ex paesi occupati o attaccati dalle forze dell'Asse, tranne dove furono concordate linee di demarcazione con i principali alleati della Gran Bretagna (Unione Sovietica e Stati Uniti). L'organizzazione fu ufficialmente sciolta il 15 gennaio 1946.

### 1941

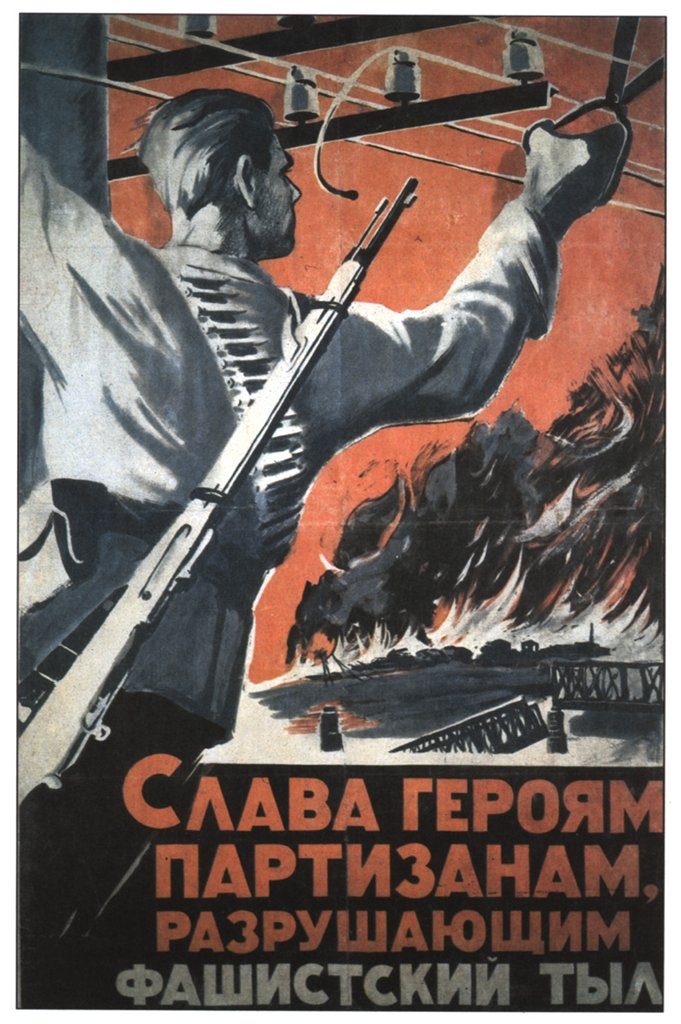
Un manifesto sovietico del 1941, che invitava alla distruzione della retroguardia nemica e alla resistenza attiva nei territori occupati dai tedeschi

Nel febbraio 1941, il Partito Comunista Olandese organizzò uno sciopero generale ad Amsterdam e nelle città circostanti, noto come sciopero di febbraio, in segno di protesta contro le misure antiebraiche delle forze di occupazione naziste e la violenza dei combattenti di strada fascisti contro gli ebrei. Diverse centinaia di migliaia di persone hanno partecipato allo sciopero. Lo sciopero fu represso dai nazisti e alcuni partecipanti furono giustiziati.
Nell'aprile del 1941, nella provincia di Lubiana, fu fondato il Fronte di liberazione della nazione slovena. Il suo braccio armato erano i partigiani sloveni. Rappresentava sia la classe operaia sia l'etnia slovena.
Dall'aprile 1941, l'Ufficio di informazione e propaganda dell'Unione per la lotta armata iniziò in Polonia l'operazione N guidata da Tadeusz Żenczykowski. L'azione fu un complesso di attività di sabotaggio, sovversione e propaganda nera svolte dalla resistenza polacca contro le forze di occupazione tedesche naziste durante la seconda guerra mondiale
A partire dal marzo 1941, i rapporti di Witold Pilecki furono inoltrati tramite la resistenza polacca al governo polacco in esilio e, attraverso di esso, al governo britannico a Londra e ad altri governi alleati. Questi rapporti furono le prime informazioni sull'Olocausto e la principale fonte di intelligence su Auschwitz per gli Alleati occidentali.
Nel maggio 1941, la Squadra di Resistenza " Elevtheria " (Libertà) fu fondata a Salonicco dai politici Paraskevas Barbas, Apostolos Tzanis, Ioannis Passalidis, Simos Kerasidis, Athanasios Fidas, Ioannis Evthimiadis e dall'ufficiale militare Dimitrios Psarros. Il suo braccio armato comprendeva due forze armate; Athanasios Diakos guidato da Christodoulos Moschos (capitano "Petros"), operante a Kroussia; e Odysseas Androutsos guidato da Athanasios Genios (capitano "Lassanis"), che opera in Visaltia.
La prima rivolta antisovietica durante la seconda guerra mondiale ebbe inizio il 22 giugno 1941 (data di inizio dell'operazione Barbarossa) in Lituania. Lo stesso giorno si formò in Croazia, presso la città di Sisak, il distaccamento partigiano di liberazione del popolo di Sisak. Fu la prima unità partigiana armata in Croazia.
La rivolta iniziata dai comunisti contro l'Asse iniziò nella Serbia occupata dai tedeschi il 7 luglio 1941 e sei giorni dopo in Montenegro. La Repubblica di Užice fu un territorio jugoslavo liberato di breve durata, la prima parte dell'Europa occupata ad essere liberata. Organizzato come un mini-stato militare, esistette per tutto l'autunno del 1941 nella parte occidentale della Serbia. La Repubblica fu fondata dal movimento di resistenza partigiano e il suo centro amministrativo era nella città di Užice. Il governo era costituito da consigli in serbo odbor?, e i comunisti aprirono scuole e pubblicarono un giornale, Borba (che significa "Lotta"). Riuscirono persino a gestire un sistema postale e circa 145 km della ferrovia, e una fabbrica di munizioni.
Nel luglio 1941 Mieczysław Słowikowski (usando il nome in codice "Rygor") fondò l'"Agenzia Africa", una delle organizzazioni di intelligence di maggior successo della seconda guerra mondiale. I suoi alleati polacchi in questi sforzi comprendevano il tenente colonnello Gwido Langer e il maggiore Maksymilian Ciężki. Le informazioni raccolte dall'Agenzia furono utilizzate dagli americani e dai britannici per pianificare gli sbarchi anfibi dell'Operazione Torch del novembre 1942 in Nord Africa.
Il 13 luglio 1941, nel Montenegro occupato dall'Italia, il separatista montenegrino Sekula Drljević proclamò un regno indipendente del Montenegro: si intensificò una ribellione a livello nazionale sollevata da partigiani, regi ufficiali jugoslavi e vario altro personale armato. Fu la prima rivolta armata organizzata nell'Europa allora occupata e coinvolse 32.000 persone. La maggior parte del Montenegro fu rapidamente liberata, ad eccezione delle principali città dove le forze italiane erano ben munite. Il 12 agosto - dopo una grande offensiva italiana che coinvolse 5 divisioni e 30.000 soldati - la rivolta fallì mentre le unità si disintegravano. Il bilancio finale della rivolta del 13 luglio in Montenegro fu di 735 morti e 1120 feriti.
L'11 ottobre 1941, a Prilep, occupata dai bulgari, i macedoni attaccarono il posto della polizia di occupazione bulgara. Fu l'inizio della resistenza macedone contro i fascisti che occupavano la Macedonia: tedeschi, italiani, bulgari e albanesi. La resistenza terminò con successo nell'agosto-novembre 1944, quando fu formato lo stato indipendente macedone, che fu successivamente unito alla Repubblica federale popolare di Jugoslavia.
All'epoca in cui Hitler diede il suo decreto contro la resistenza Nacht und Nebel - lo stesso giorno dell'attacco a Pearl Harbor nel Pacifico - era in corso la pianificazione dell'operazione Anthropoid in Gran Bretagna, come mossa di resistenza per assassinare Reinhard Heydrich, il vice protettore della Boemia e Moravia e il capo della Soluzione Finale, dalla resistenza ceca a Praga. Oltre quindicimila cechi furono uccisi per rappresaglie: gli episodi più infami furono la completa distruzione dei villaggi di Lidice e Ležáky.

### 1942
Il 16 febbraio 1942, il Fronte di Liberazione Nazionale guidato dal Partito Comunista Greco (KKE) diede il permesso a un veterano comunista, Athanasios (Thanasis) Klaras (in seguito noto come Aris Velouchiotis) di esaminare le possibilità di un movimento di resistenza armata, che portò a la formazione dell'Esercito Popolare di Liberazione Greco (ELAS). L'ELAS iniziò azioni contro le forze di occupazione tedesche e italiane in Grecia il 7 giugno 1942. L'ELAS crebbe fino a diventare il più grande movimento di resistenza contro i fascisti in Grecia.
Lo sciopero generale lussemburghese del 1942 fu un movimento di resistenza passiva organizzato in breve tempo per protestare contro una direttiva che incorporava i giovani lussemburghesi nella Wehrmacht. Uno sciopero generale nazionale, originato principalmente a Wiltz, ha paralizzato il Paese e ha costretto le autorità tedesche occupanti a rispondere con la violenza condannando a morte 21 scioperanti.
Il 27 maggio 1942 ebbe luogo l'operazione Anthropoid. Due membri armati cecoslovacchi dell'esercito in esilio (Jan Kubiš e Jozef Gabčík) tentarono di assassinare l'SS-obergruppenführer Reinhard Heydrich. Heydrich non fu ucciso sul posto, ma morì in ospedale per le ferite. È il nazista di rango più alto ad essere stato assassinato durante la guerra.
Nel settembre 1942, fu costituito il Consiglio per aiutare gli ebrei (in polacco Żegota), fondato da Zofia Kossak Szczucka e Wanda Krahelska-Filipowicz ("Alinka"), composto da democratici polacchi e altri attivisti cattolici. La Polonia era l'unico paese dell'Europa occupata in cui esisteva un'organizzazione segreta così dedicata. La metà degli ebrei sopravvissuti alla guerra (quindi oltre 50.000) furono aiutati in qualche modo da Żegota. L'attivista più noto di Żegota era Irena Sendler, capo della divisione dei bambini che ha salvato 2.500 bambini ebrei portandoli fuori dal ghetto di Varsavia, fornendo loro documenti falsi e ospitandoli in case per bambini individuali e di gruppo fuori dal ghetto.
Il 25 novembre, i guerriglieri greci con l'aiuto di dodici sabotatori britannici effettuarono con successo un'operazione che interruppe il trasporto di munizioni tedesco al German Africa Corps sotto Rommel: la distruzione del ponte Gorgopotamos (Operazione Harling ).
Il 20 giugno 1942 ebbe luogo la più spettacolare fuga dal campo di concentramento di Auschwitz. Quattro polacchi, Eugeniusz Bendera, Kazimierz Piechowski, Stanisław Gustaw Jaster e Józef Lempart riuscirono a fuggire audacemente. I fuggitivi erano vestiti da membri delle SS-Totenkopfverbände, armati di tutto punto e in un'auto delle SS. Uscirono fuori dal cancello principale a bordo di un'automobile Rudolf Hoss rubata Steyr 220 con un rapporto di contrabbando di Witold Pilecki sull'Olocausto. I tedeschi non riuscirono mai a catturare nessuno di loro.
L'insurrezione di Zamość fu una rivolta armata dell'Armia Krajowa e del Battaglione Chłopskie contro l'espulsione coatta di polacchi dalla regione di Zamość. I tedeschi tentarono di rimuovere i polacchi locali dall'area della Grande Zamość (attraverso il trasferimento coatto, il trasferimento nei campi di lavoro forzato o, in rari casi, l'omicidio di massa) per prepararla alla colonizzazione tedesca. Durò dal 1942 al 1944 e, nonostante le pesanti perdite subite, i tedeschi fallirono.

### 1943

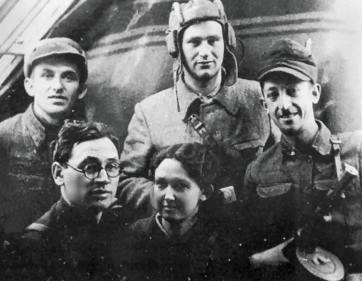
Bielorussia, 1943. Un gruppo partigiano ebraico della Brigata Čkalov.

All'inizio di gennaio 1943, il gruppo operativo principale di 20.000 partigiani jugoslavi, di stanza nella Bosnia occidentale, fu attaccato ferocemente da oltre 150.000 soldati tedeschi e dell'Asse, supportati da circa 200 aerei della Luftwaffe in quella che divenne nota come la battaglia della Neretva (il nome in codice tedesco era "Fall Weiss" o "Case White" ). L'Asse radunò undici divisioni, sei tedesche, tre italiane e due divisioni dello Stato Indipendente di Croazia (supportate da formazioni ustascia), nonché un certo numero di brigate cetniche. L'obiettivo era quello di distruggere il quartier generale partigiano e l'ospedale da campo principale (tutti i partigiani feriti e i prigionieri dovevano affrontare una certa esecuzione), ma fu ostacolato dalla diversione e dalla ritirata attraverso il fiume Narenta, pianificata dal comando supremo partigiano guidato dal maresciallo Josip Broz Tito. La principale forza partigiana fuggì in Serbia.
Il 19 aprile 1943, tre membri del movimento di resistenza belga riuscirono a fermare il ventesimo convoglio, il ventesimo trasporto di prigionieri in Belgio organizzato dai tedeschi durante la seconda guerra mondiale. L'eccezionale azione dei membri della resistenza belga era intesa a liberare civili ebrei e rom ("zingari") che venivano trasportati in treno dalla base militare di Dossin situata a Malines, in Belgio, al campo di concentramento di Auschwitz. Il 20º convoglio di treni trasportava 1.631 ebrei (uomini, donne e bambini). Alcuni dei prigionieri riuscirono a fuggire e resero questo particolare tipo di azione di liberazione del movimento di resistenza belga unico nella storia europea dell'Olocausto.
Una delle manifestazioni più coraggiose e significative di sfida pubblica contro i nazisti è il salvataggio degli ebrei danesi nell'ottobre 1943. Quasi tutti gli ebrei danesi furono salvati dai campi di concentramento dalla resistenza danese. Tuttavia, l'azione fu in gran parte dovuta all'intervento personale del diplomatico tedesco Georg Ferdinand Duckwitz, che fece trapelare notizie del previsto rastrellamento degli ebrei sia all'opposizione danese sia ai gruppi ebraici e negoziò con gli svedesi per assicurarsi che gli ebrei danesi sarebbero stati accettati in Svezia.
La battaglia della Sutjeska del 15 maggio-16 giugno 1943 fu un attacco congiunto delle forze dell'Asse, che ancora una volta tentarono di distruggere la principale forza partigiana jugoslava, vicino al fiume Sutjeska nel sud-est della Bosnia. L'Asse radunò 127.000 truppe per l'offensiva, tra cui unità tedesche, italiane, croate, bulgare e cosacche, oltre a oltre 300 aerei (sotto comando operativo tedesco), contro 18.000 soldati del principale gruppo operativo partigiano jugoslavo organizzato in 16 brigate. Affrontando quasi esclusivamente truppe tedesche nell'accerchiamento finale, i partigiani jugoslavi riuscirono finalmente a irrompere attraverso il fiume Sutjeska attraverso le linee della 118ª divisione Jäger tedesca, della 104ª divisione Jäger e della 369ª divisione di fanteria (croata) in direzione nord-ovest, verso la Bosnia orientale. Tre brigate e l'ospedale centrale con oltre 2.000 feriti rimasero circondati e, seguendo le istruzioni di Hitler, il comandante in capo tedesco generale Alexander Löhr ordinò ed eseguì il loro annientamento, compreso il personale medico ferito e disarmato. Inoltre, le truppe partigiane soffrirono di una grave mancanza di cibo e forniture mediche e molte furono colpite dal tifo. Tuttavia, il fallimento dell'offensiva segnò un punto di svolta per la Jugoslavia durante la seconda guerra mondiale.
Ebbe inizio l'operazione Heads, un'azione di omicidi in serie del personale nazista condannato a morte dai tribunali speciali per crimini contro cittadini polacchi nella Polonia occupata. I combattenti della Resistenza dell'unità Agat dell'esercito nazionale polacco uccisero Franz Bürkl durante l'operazione Bürkl nel 1943 e Franz Kutschera durante l'operazione Kutschera nel 1944. Entrambi gli uomini erano SS di alto rango e ufficiali di polizia segreta responsabili dell'omicidio e del brutale interrogatorio di migliaia di ebrei polacchi e combattenti e sostenitori della resistenza polacca.
L'insurrezione del ghetto di Varsavia da parte degli ebrei del ghetto di Varsavia durò dal 19 aprile al 16 maggio e costò alle forze naziste 17 morti e 93 feriti secondo il loro stesso conteggio, anche se alcune figure della resistenza ebraica affermarono che le vittime tedesche fossero molto più alte.

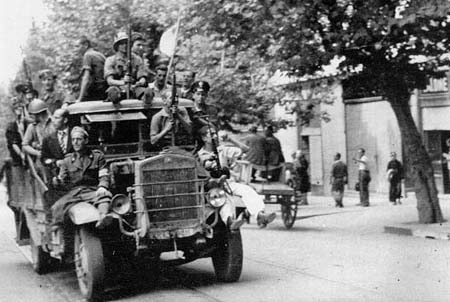
Italia, 1943. Partigiani italiani che celebrano la liberazione di Napoli.

Il 30 settembre le forze tedesche che occupavano la città italiana di Napoli furono espulse dai cittadini e dalla Resistenza italiana prima dell'arrivo delle prime forze alleate nella città il 1º ottobre. Questa rivolta popolare è conosciuta come i Quattro giornate di Napoli.
Il 9 ottobre 1943, i guerriglieri di Kinabalu lanciarono la rivolta di Jesselton contro l'occupazione giapponese del Borneo britannico.
Dal novembre 1943 ebbe inizio l'operazione Most III. L'Armia Krajowa fornì agli Alleati informazioni cruciali sul razzo tedesco V-2. In effetti, circa 50 kg delle parti più importanti del V-2 catturato, nonché il rapporto finale, le analisi, i disegni e le foto, sono state trasportate a Brindisi da un velivolo Douglas Dakota della Royal Air Force. Alla fine di luglio 1944, le parti del V-2 furono consegnate a Londra.

### 1944

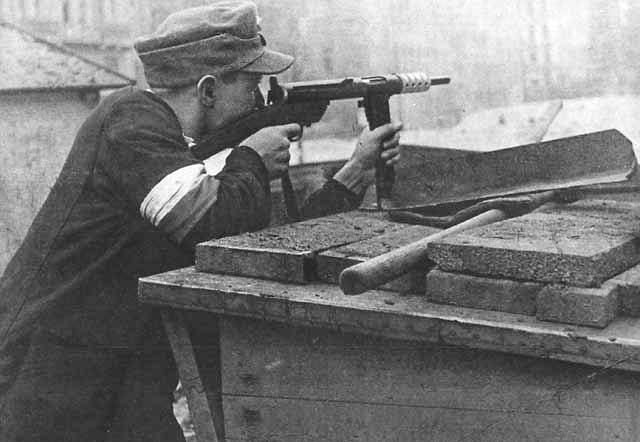
Membro dell'esercito polacco che difende una barricata nel distretto di Powiśle di Varsavia durante la rivolta di Varsavia, agosto 1944

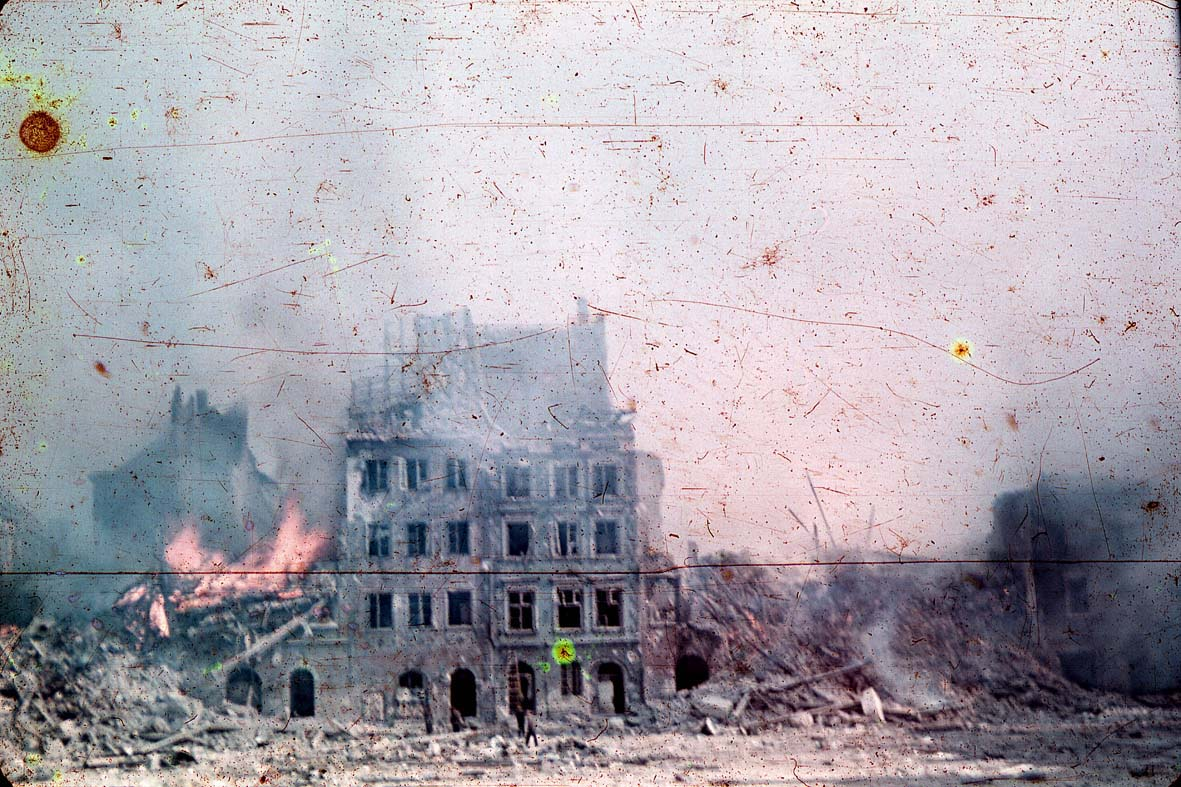
Rivolta di Varsavia, agosto 1944

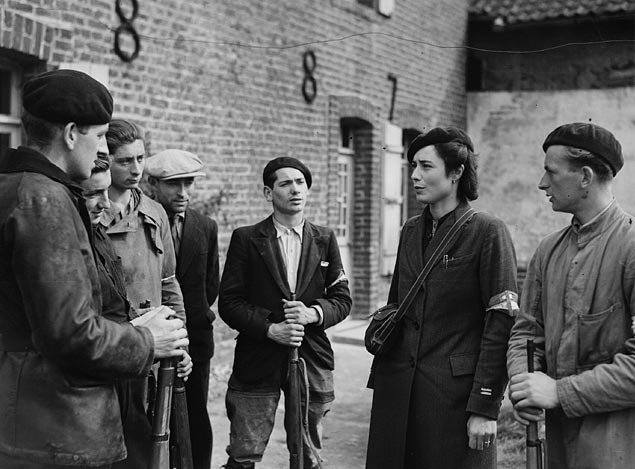
Membri del gruppo di resistenza francese Maquis a La Tresorerie, 14 settembre 1944, Boulogne

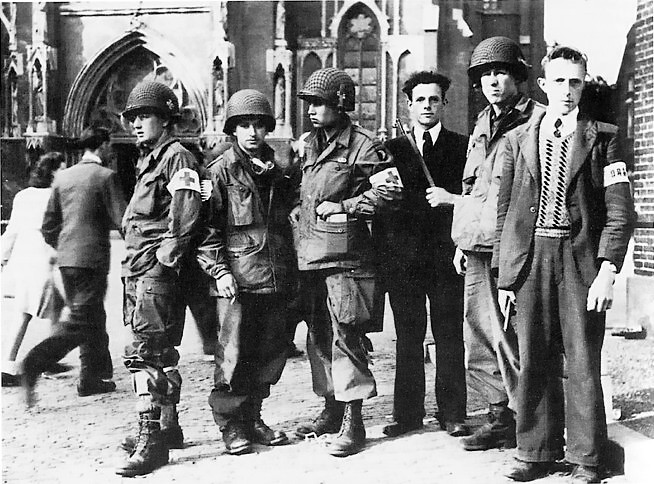
Membri della Resistenza Olandese con le truppe della 101 Divisione Aviotrasportata degli Stati Uniti davanti alla chiesa di Lambertus a Veghel durante l'Operazione Market Garden, settembre 1944

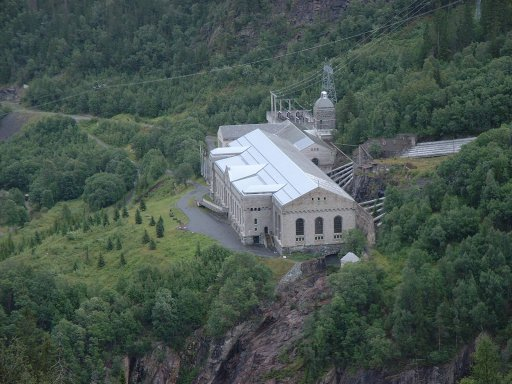
La centrale idroelettrica di Vemork in Norvegia, sede della produzione di acqua pesante e parte del programma nucleare tedesco, sabotata dai norvegesi tra il 1942 e il 1944

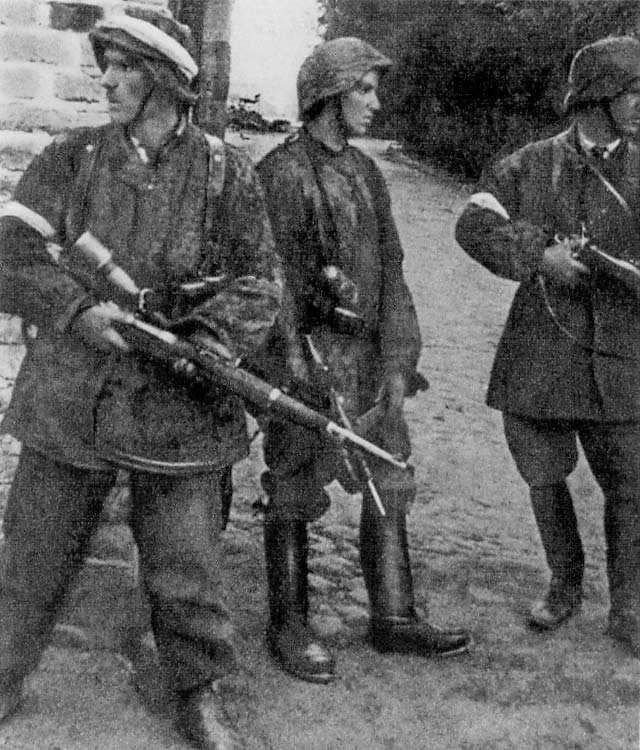
Soldati della resistenza polacca durante la rivolta di Varsavia del 1944.

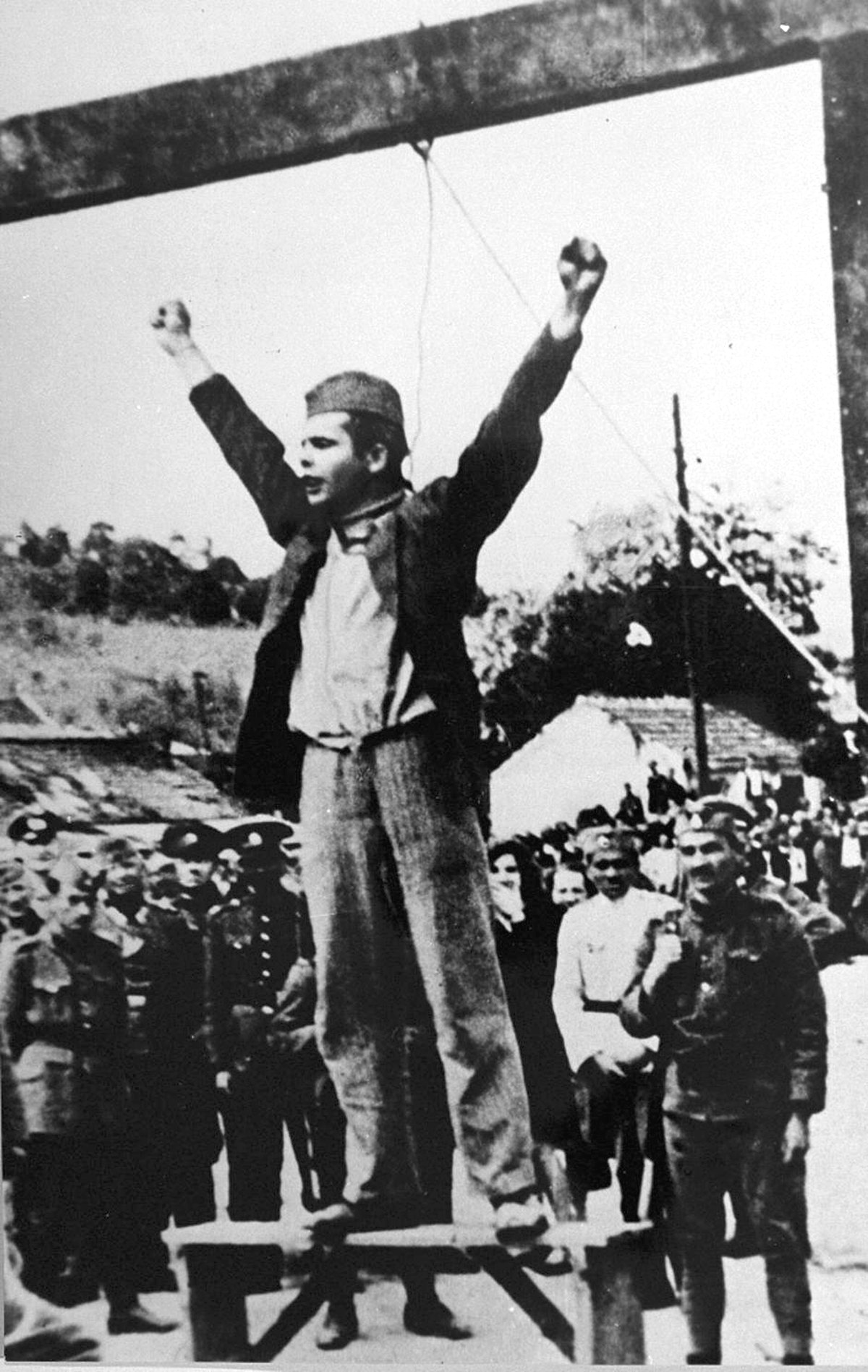
Il partigiano jugoslavo Stjepan "Stevo" Filipović grida "Smrt fašizmu sloboda narodu!" ("Morte al fascismo, libertà al popolo!") (lo slogan partigiano) pochi secondi prima di precipitare verso la morte.

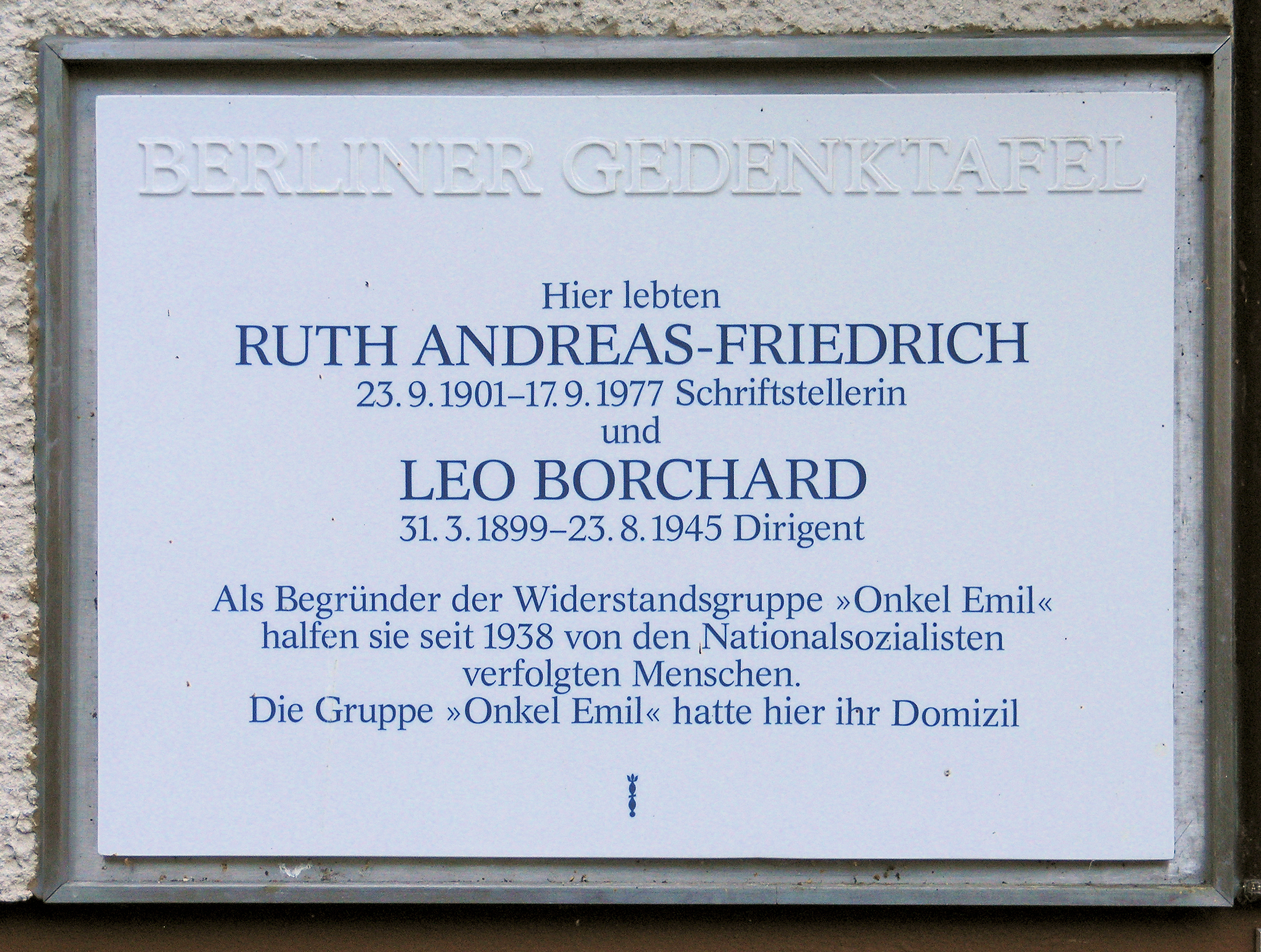
Lapide commemorativa di Berlino, Ruth Andreas-Friedrich

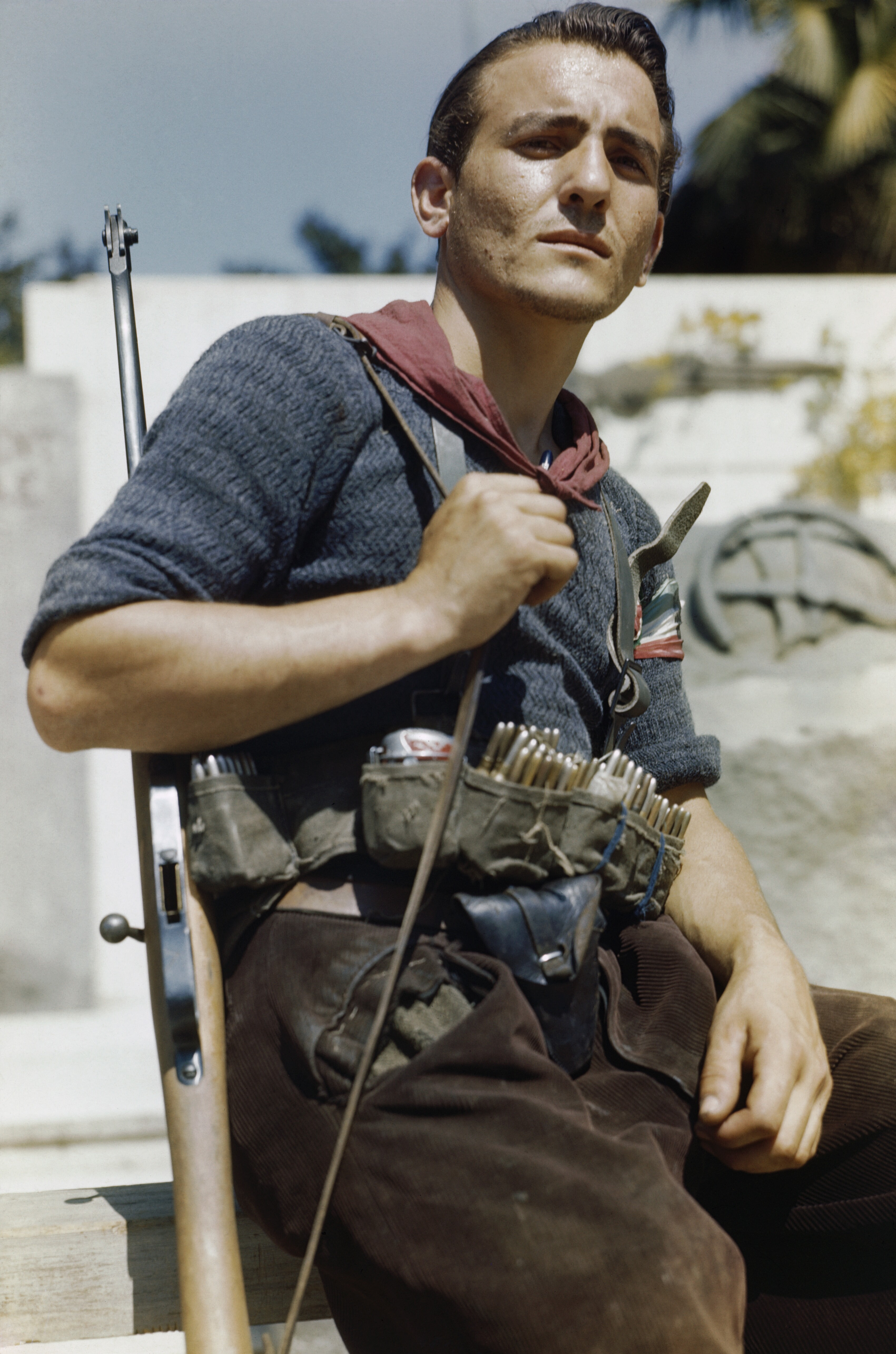
Un partigiano italiano a Firenze il 14 agosto 1944

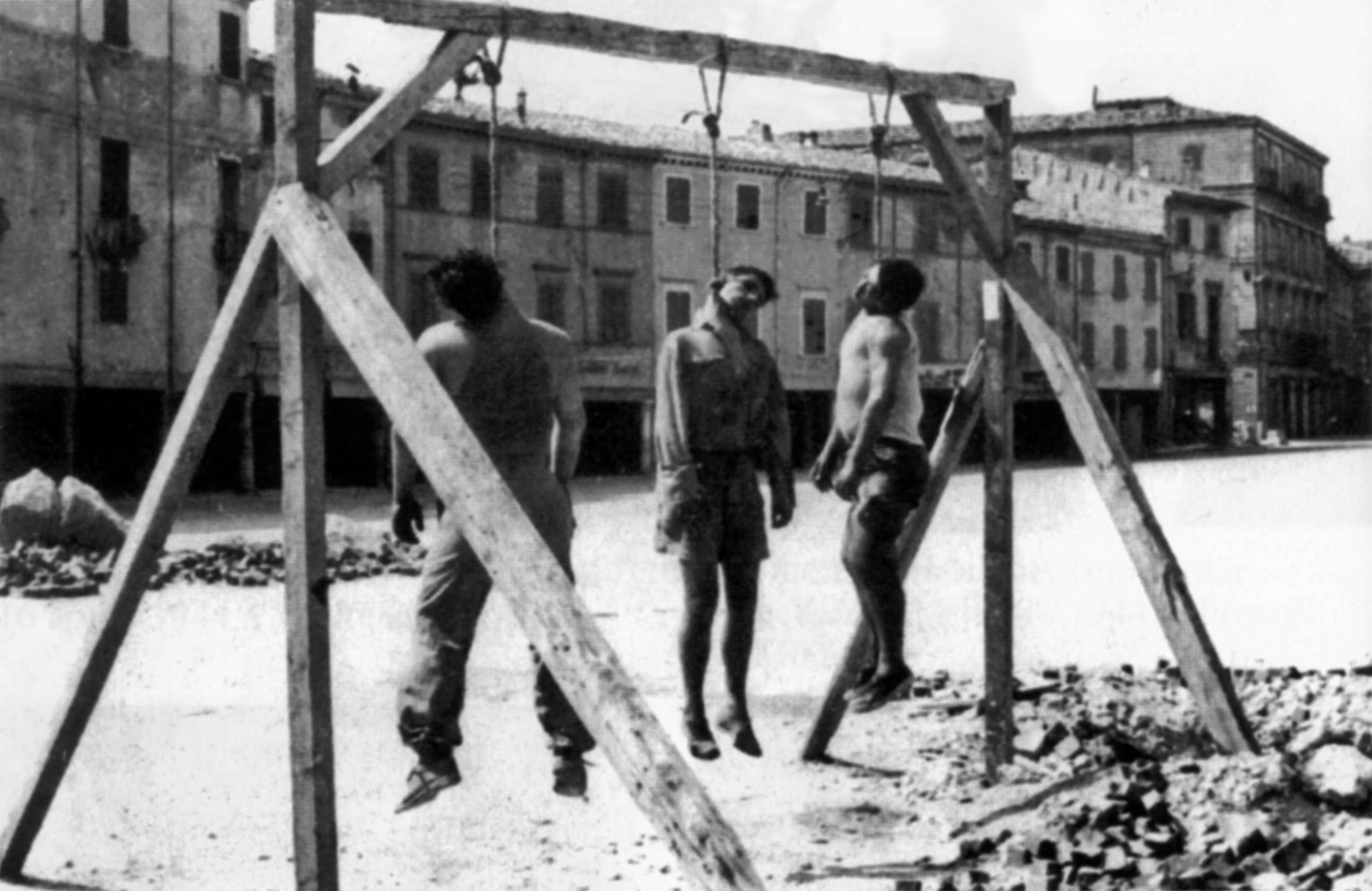
Tre partigiani italiani giustiziati per impiccagione a Rimini, agosto 1944

L'11 febbraio 1944, i combattenti della Resistenza dell'unità Agat dell'esercito polacco giustiziarono Franz Kutschera, SS e capo della polizia del Reich a Varsavia in un'azione nota come Operazione Kutschera.
Nella primavera del 1944, gli Alleati escogitarono un piano per rapire il generale Müller, le cui dure misure repressive gli avevano valso il soprannome di "macellaio di Creta ". L'operazione fu guidata dal maggiore Patrick Leigh Fermor, insieme al capitano W. Stanley Moss, agenti della SOE greca e combattenti della resistenza cretese. Tuttavia, Müller lasciò l'isola prima che il piano potesse essere eseguito. Imperterrito, Fermor decise invece di rapire il generale Heinrich Kreipe.
Nella notte del 26 aprile, il generale Kreipe lasciò il suo quartier generale ad Archanes e si diresse senza scorta alla sua residenza ben custodita, "Villa Ariadni", circa 25 km fuori Heraklion. Il maggiore Fermor e il capitano Moss, vestiti da poliziotti militari tedeschi, lo aspettavano prima della sua residenza. Chiesero all'autista di fermarsi e hanno chiesto i loro documenti. Non appena l'auto si fermò, Fermor aprì rapidamente la portiera di Kreipe, si precipitò dentro e lo minacciò con le sue pistole mentre Moss si sedeva al posto di guida. Dopo aver percorso una certa distanza, i britannici lasciarono l'auto, con materiale che suggeriva che una fuga dall'isola fosse stata fatta da un sottomarino, e con il generale iniziò una marcia attraverso il paese. Braccato dalle pattuglie tedesche, il gruppo si spostò attraverso le montagne per raggiungere il lato meridionale dell'isola, dove un British Motor Launch ( ML 842, comandato da Brian Coleman) doveva raccoglierli. Alla fine, il 14 maggio 1944, furono prelevati (dalla spiaggia di Peristeres vicino a Rhodakino) e trasferiti in Egitto.
Nell'aprile-maggio 1944, le SS lanciarono l'audace raid aereo su Drvar volto a catturare il maresciallo Josip Broz Tito, il comandante in capo dei partigiani jugoslavi, oltre a interrompere la loro leadership e struttura di comando. Il quartier generale dei partigiani all'epoca si trovava sulle colline vicino a Drvar, in Bosnia. Erano presenti anche i rappresentanti degli Alleati, il britannico Randolph Churchill ed Evelyn Waugh. Le unità di commando paracadutisti delle SS tedesche d'élite si fecero strada fino al quartier generale della grotta di Tito e si scambiarono pesanti colpi di arma da fuoco provocando numerose vittime da entrambe le parti. Anche i cetnici guidati da Draža Mihailović accorsero allo scontro a fuoco nel tentativo di catturare Tito. Tuttavia, quando le forze tedesche erano penetrate nella grotta, Tito era già fuggito. Sembrerebbe che Tito e il suo staff fossero ben preparati per le emergenze. I commando riuscirono solo a recuperare l'uniforme da maresciallo di Tito, che fu poi esposta a Vienna. Dopo aspri combattimenti dentro e intorno al cimitero del paese, i tedeschi riuscirono a unirsi alle truppe di montagna.
Un'intricata serie di operazioni di resistenza fu lanciata in Francia prima e durante l'operazione Overlord. Il 5 giugno 1944, la BBC trasmise un gruppo di frasi insolite, che i tedeschi sapevano essere parole in codice, probabilmente per l'invasione della Normandia. La BBC trasmetteva regolarmente centinaia di messaggi personali, di cui solo alcuni davvero significativi. Pochi giorni prima del D-Day, i comandanti della Resistenza ascoltarono la prima riga della poesia di Verlaine, "Chanson d'automne", "Les sanglots longs des violons de l'automne" (Lunghi singhiozzi di violini autunnali) il che significava che il "giorno" era imminente. Quando fu ascoltato il secondo verso "Blessent mon cœur d'une langueur monotone" ( ferire il mio cuore con un languore monotono ), la Resistenza sapeva che l'invasione sarebbe avvenuta entro le prossime 48 ore. Allora sapevano che era il momento di svolgere le rispettive missioni preassegnate. In tutta la Francia erano stati coordinati gruppi di resistenza e vari gruppi in tutto il paese aumentarono i loro sabotaggi. Le comunicazioni furono interrotte, i treni furono deragliati, le strade, i serbatoi dell'acqua e i depositi di munizioni distrutti e le guarnigioni tedesche furono attaccate. Alcuni trasmisero informazioni sulle posizioni difensive tedesche sulle spiagge della Normandia ai comandanti americani e britannici via radio, poco prima del 6 giugno. In seguito agli omicidi di Tulle, la compagnia Waffen-SS del maggiore Otto Diekmann spazzò via il villaggio di Oradour-sur-Glane il 10 giugno. La resistenza aiutò anche la successiva invasione alleata nel sud della Francia ( Operazione Dragoon ). Ebbero inizio insurrezioni in città come Parigi, mentre le forze alleate si avvicinavano.
L'operazione Halyard, che ebbe luogo tra agosto e dicembre 1944, fu un'operazione di trasporto aereo alleato dietro le linee nemiche durante la seconda guerra mondiale condotta dai cetnici nella Jugoslavia occupata. Nel luglio 1944, l'Ufficio dei servizi strategici (OSS) elaborò piani per inviare una squadra ai cetnici guidata dal generale Draža Mihailović nel territorio occupato dai tedeschi del comandante militare in Serbia allo scopo di evacuare gli aviatori alleati abbattuti su quell'area.  Questa squadra, conosciuta come la squadra di Halyard, era comandata dal tenente George Musulin, insieme al sergente maggiore Michael Rajacich e allo specialista Arthur Jibilian, l'operatore radio. La squadra fu assegnata alla Fifteenth Air Force degli Stati Uniti e designata come 1st Air Crew Rescue Unit. Si trattò della più grande operazione di salvataggio degli aviatori americani nella storia. Secondo lo storico professor Jozo Tomasevich, un rapporto presentato all'OSS ha mostrato che 417 aviatori alleati che erano stati abbattuti sulla Jugoslavia occupata furono salvati dai cetnici di Mihailović e trasportati in aereo dalla Quindicesima Air Force. Secondo il tenente Cmdr. Richard M. Kelly (OSS) è stato trasportato in aereo durante la missione di Halyard, un totale di 432 americani e 80 alleati.
L'operazione Tempest lanciata in Polonia nel 1944 avrebbe portato a diverse azioni importanti da parte dell'Armia Krajowa, la più notevole delle quali stata fu la rivolta di Varsavia avvenuta tra il 1º agosto e il 2 ottobre e fallita a causa del rifiuto sovietico, a causa di differenze ideologiche, di intervenire in aiuto della rivolta.
Il 25 giugno 1944 iniziò la battaglia di Osuchy, una delle più grandi battaglie tra la resistenza polacca e la Germania nazista nella Polonia occupata durante la seconda guerra mondiale, essenzialmente una continuazione della rivolta di Zamość. Durante l'operazione Most III, nel 1944, l'esercito nazionale polacco o Armia Krajowa fornì agli inglesi le parti del razzo V-2.
I sabotaggi norvegesi del programma nucleare tedesco si conclusero dopo tre anni il 20 febbraio 1944, con il bombardamento del traghetto SF Hydro. Il traghetto doveva trasportare vagoni ferroviari con fusti d' acqua pesanti dalla centrale idroelettrica di Vemork, dove venivano prodotti, attraverso il lago Tinn in modo che potessero essere spediti in Germania. Il suo affondamento mise effettivamente fine alle ambizioni nucleari naziste. La serie di incursioni sull'impianto è stata successivamente soprannominata dalla SOE britannica come l'atto di sabotaggio di maggior successo in tutta la seconda guerra mondiale, ed è stata utilizzata come base per il film di guerra statunitense The Heroes of Telemark .
Come inizio della loro rivolta, i ribelli slovacchi entrarono a Banská Bystrica la mattina del 30 agosto 1944, il secondo giorno della ribellione, e ne fecero il loro quartier generale. Entro il 10 settembre, gli insorti ottennero il controllo di vaste aree della Slovacchia centrale e orientale. Ciò includeva due aeroporti catturati. Come risultato dell'insurrezione di due settimane, l'aviazione sovietica fu in grado di iniziare a volare a supporto dei partigiani slovacchi e sovietici.

## Movimenti attivi
- Movimenti inglesi[47][48]
  - SIS Section D e Section VII (organizzazioni pianificate ma mai operative)
  - Unità ausiliari (unità di commando addestrate ad un'eventuale occupazione del Regno Unito da parte dell'Asse)
  - Resistenza all'occupazione delle Isole del Canale
- Movimenti albanesi
  - Movimento di liberazione nazionale
  - Balli Kombëtar
  - Movimento della legalità
- Movimenti austriaci
  - Österreichische Freiheitsfront
  - Vierergruppen
- Movimenti belga
  - Armée Belge Reconstituée (ABR)
  - Armée secrète (AS)
  - Comité de Défense des Juifs (CDJ)
  - Front de l'Indépendance (FI)
  - Groupe G
  - Kempische Legioen (KL)
  - Légion Belge
  - Milices Patriotiques (MP-PM)
  - Mouvement National Belge (MNB)
  - Mouvement National Royaliste (MNR-NKB)
  - Organisation Militaire Belge de Résistance (OMBR)
  - Partisans Armés (PA)
  - Service D
  - Witte Brigade
- Resistenza del Borneo
- Movimenti bulgari
  - Ressistenza Bulgara
  - Goryani (resistenza anticomunista dal 1944)
- Movimenti birmani
  - Esercito dell'indipendenza della Birmania (anti-inglese)
  - Lega antifascista per la libertà popolare
- Lituani, Lettoni ed Estoni: "Fratelli della foresta"
- Movimenti di resistenza cinesi
  - Esercito anti-giapponese per la salvezza del Paese
  - Esercito della Salvezza Nazionale del Popolo Cinese
  - Esercito della Salvezza Nazionale di Heilungkiangang
  - Esercito di autodifesa di Jilin
  - Esercito di salvezza nazionale anti-giapponese del nord-est
  - Esercito unito anti-giapponese del nord-est
  - Esercito unito anti-giapponese del nord-ovest
  - Movimenti islamici contro i giapponesi
    - 回民義勇隊 Huimin Zhidui
    - Corpi mussulmani
- Movimenti cechi
- Movimenti danesi
- Movimenti dei Paesi Bassi
  - Valkenburg
- Movimenti estoni
- Resistenza etiope
- Resistenza francese
  - Conseil National de la Résistance (CNR)
  - Francs-Tireurs et Partisans (FTP)
  - Francia libera (FFL)
  - Maquis
- Movimenti tedeschi
  - Bästlein-Jacob-Abshagen
  - Edelweiss
  - Ehrenfeld
  - Kreisau
  - Neu Beginnen
  - Orchestra rossa
  - Rosa bianca
- Resistenza filonazista nei paesi occupati
  - Werwolf
- Resistenza greca (Andartes)
  - Fronte di liberazione nazionale (EAM) e Ellinikós Laïkós Apeleftherotikós Stratós (ELAS)
  - Ethnikos Dimokratikos Ellinikos Syndesmos (EDES)
- Resistenza di Hong Kong
- Resistenza indiana
  - Quit India, movimento non violento anti-britannico
  - Esercito nazionale indiano, esercito filogiapponese
- Resistenza indonesiana
- Resistenza italiana
  - Arditi del Popolo
  - Rete di Assisi
  - Brigate Fiamme Verdi
  - Brigate Garibaldi
  - Comitato di Liberazione Nazionale
  - Concentrazione Antifascista Italiana
  - DELASEM
  - Democrazia Cristiana
  - Giustizia e Libertà
  - Esercito Cobelligerante Italiano, Marina, e Aeronautica
  - Repubbliche partigiane
  - Movimento Comunista d'Italia
  - Comitato di Liberazione Nazionale Alta Italia
  - Partito d'Azione
  - Partito Comunista Italiano
  - Scintilla
  - Aquile randagie
- Resistenza italiana contro gli alleati
  - Guerriglia italiana in Africa Orientale
- Resistenza ebraica
- Movimenti norvegesi
  - Milorg
  - Nortraship
  - XU
- Movimenti filippini
  - Hukbalahap
- Movimenti polacchi
  - Armia Krajowa
  - Armia Ludowa
  - Bataliony Chłopskie
  - Gwardia Ludowa
  - Gwardia Ludowa WRN
  - Leśni
  - Narodowe Siły Zbrojne
  - Żydowska Organizacja Bojowa
  - Żydowski Związek Walki
- Resistenza di Singapore
  - Force 136
- Resistenza slovacca
- Resistenza sovietica
- Resistenza thailandese
- Movimento del Tigrè (anti-etiope e pro italiano)
- Movimenti ucraini
  - Esercito insurrezionale ucraino
- Viet Minh
- Movimenti Iugoslavi
  - Chetniks

## Partigiani degni di nota
- Giorgio Amendola
- Mordechaj Anielewicz
- Dawid Apfelbaum
- Yitzhak Arad
- Walter Audisio
- Alexander Bogen
- Dietrich Bonhoeffer
- Tadeusz Bor-Komorowski
- Petr Braiko
- Pierre Brossolette
- Maša Bruskina
- Taras Bul'ba-Borovec'
- Aleksandr Čekalin
- Marek Edelman
- Henri Honoré d'Estienne d'Orves
- D'Arcy Osborne, 12th Duke of Leeds
- Aleksej Fëdorov
- Manolis Glezos
- Marianne Golz
- Stefan Grot-Rowecki
- Jens Christian Hauge
- Arīs Velouchiōtīs
- Enver Hoxha
- Chasan Israilov
- Jan Karski
- Stanisław Aronson
- Vasilij Kononov
- Oleg Koshevoy
- Zoya Kosmodemyanskaya
- Sydir Kovpak
- Nikolai Kuznetsov
- Albert Kwok
- Hans Litten
- Martin Linge
- Luigi Longo
- Zivia Lubetkin
- Juozas Lukša
- Pavel Luspekaev
- Max Manus
- Pëtr Mašerov
- Ho Chi Minh
- Mustapha bin Harun
- Ma Benzhai
- Jean Moulin
- Omar Mukhtar
- Otomars Oškalns
- Ferruccio Parri
- Aleksandr Pečerskij
- Motiejus Pečiulionis
- Salipada Pendatun
- Chin Peng
- Sandro Pertini
- Gumbay Piang
- Witold Pilecki
- Christian Pineau
- Pantelejmon Ponomarenko
- Zinaida Portnova
- Lepa Radić
- Adolfas Ramanauskas
- Semën Rudnev
- Aleksandr Saburov
- Hannie Schaft
- Pierre Schunck
- Sophie Scholl
- Baron Jean de Selys Longchamps
- Roman Šuchevyč
- Henk Sneevliet
- Arturs Sproģis
- Il'ja Starinov
- Claus von Stauffenberg
- Imants Sudmalis
- Ramón Magsaysay
- Gunnar Sønsteby
- Luis Taruc
- Josip Broz Tito
- Palmiro Togliatti
- Arīs Velouchiōtīs
- Pëtr Veršigora
- Nancy Wake
- Napoleon Zervas
- Simcha Zorin
- Jonas Žemaitis
- Kaji Wataru
- Sanzo Nosaka
- Gijs van Hall
- Walraven van Hall
- Erik Hazelhoff Roelfzema
- Velimir Đurić
- Yitzhak Zuckerman

## Nei media
Documentari
- La confusione era il loro business dalla serie della BBC Secrets of World War II è un documentario sul SOE (Special Operations Executive) e le sue operazioni
- The Real Heroes of Telemark è un libro e un documentario dell'esperto di sopravvivenza Ray Mears sul sabotaggio norvegese del programma nucleare tedesco (sabotaggio dell'acqua pesante norvegese)
- Fare scelte: la resistenza olandese durante la seconda guerra mondiale. (2005) Questo premiato documentario della durata di un'ora racconta le storie di quattro partecipanti alla Resistenza olandese e ai miracoli che li hanno salvati da morte certa per mano dei nazisti.

Film
- 'Allo 'Allo! (1982-1992) una commedia sul movimento di resistenza francese (una parodia di Secret Army)
- L'Armée des ombres (1969) battaglie interne ed esterne della resistenza francese. Regia di Jean-Pierre Melville
- Battle of Neretva (film) (1969) è un film che descrive gli eventi che hanno avuto luogo durante la quarta offensiva antipartigiana ( Fall Weiss ), conosciuta anche come La battaglia dei feriti
- Black Book (film) (2006) descrive incroci doppi e tripli tra la Resistenza olandese
- Bonhoeffer (prima nel 2004 all'Acacia Theatre ) è un'opera teatrale su Dietrich Bonhoeffer, un pastore della Confessing Church giustiziato per la sua partecipazione alla resistenza tedesca.
- Boško Buha (1978) racconta la storia di un ragazzo che all'età di 15 anni si fece strada nelle file partigiane e divenne leggendario per il suo talento nel distruggere i bunker nemici
- Charlotte Gray (2001) - pensato per essere basato su Nancy Wake
- Cetnici! I guerriglieri combattenti (1943) - film di guerra sul leader dei cetnici serbi Draza Mihailovic e la sua lotta antinazista in Jugoslavia, realizzato dalla Twentieth Century Fox.
- Vieni e vedi (1985) è un film sovietico sui partigiani in Bielorussia e sui crimini di guerra commessi dalle varie fazioni della guerra.
- Defiance (2008) racconta la storia dei partigiani Bielski, un gruppo di combattenti della resistenza ebraica operanti in Bielorussia.
- Flame & Citron (2008) è un film basato su due combattenti della resistenza danese che facevano parte dell'Holger Danske (gruppo di resistenza).
- Le quattro giornate di Napoli (1962) è un film basato sulla rivolta popolare contro le forze tedesche che occupano la città italiana di Napoli.
- A Generation (1955) (polacco) due giovani coinvolti nella resistenza di GL.
- The Heroes of Telemark (1965) è molto vagamente basato sul sabotaggio norvegese del programma nucleare tedesco (il successivo Real Heroes of Telemark è più accurato).
- Het Meisje met het Rode Haar (1982) (olandese) parla del combattente della resistenza olandese Hannie Schaft.
- Kanał (1956) (polacco) primo film in assoluto a rappresentare l'insurrezione di Varsavia.
- Il giorno più lungo (1962) presenta scene delle operazioni di resistenza durante l'operazione Overlord.
- Massacro a Roma (1973) è basato su una storia vera sulla rappresaglia nazista dopo un attacco della resistenza a Roma.
- La mia opposizione: i diari di Friedrich Kellner (2007) è un film canadese sull'ispettore Friedrich Kellner di Laubach che sfidò i nazisti prima e durante la guerra.
- Resistance (2003): un film basato su un libro del 1995 con lo stesso titolo di Anita Shreve. La trama ruota attorno a un pilota americano abbattuto che è al riparo dalla resistenza belga.
- Secret Army (1977) una serie televisiva sul movimento di resistenza belga, basata su eventi reali.
- Sea Of Blood (1971) un'opera nordcoreana che descrive la resistenza anti-giapponese.
- Soldaat van Oranje (1977) (olandese) parla di alcuni studenti olandesi che entrano nella resistenza in collaborazione con l'Inghilterra.
- Sophie Scholl – Die letzten Tage (2005) parla degli ultimi giorni della vita di Sophie Scholl.
- Stärker als die Nacht (1954) (tedesco dell'est) segue la storia di un gruppo di combattenti della resistenza comunista tedesca.
- La battaglia di Sutjeska (1973) è un film basato sugli eventi accaduti durante la quinta offensiva antipartigiana ( Fall Schwartz )
- Winter in Wartime (film), adattamento del 2008 del romanzo di Jan Terlouw del 1972, su un giovane olandese di cui i favori per i membri della Resistenza olandese durante l'ultimo inverno della seconda guerra mondiale hanno un impatto devastante sulla sua famiglia.
- The Resistance Banker Bankier van het verzet (film), è un film drammatico del 2018 olandese diretto da Joram Lürsen. Il film è basato sulla vita del banchiere Walraven van Hall, che finanziò la resistenza olandese durante la seconda guerra mondiale.